# Sverige (1684)
Sverige var ett svenskt 80 kanoners linjeskepp, som byggdes 1684 under ledning av Gunnar Roth på Kalmar amiralitesvarv. Skeppet bytte 1685 namn till Göta Rike och 1694 till Prins Karl. Det deltog i expeditionen mot Danmark 1700 samt i sjöslagen vid Kögebukt 1710 och Rügen 1715. Hon sänktes 1724 norr om Kungshall.